# Aba Könyvkiadó
Az Aba Könyvkiadó a 2007-ben alapított Atlantic Press Kiadó mellett, annak társkiadójaként működik. A szerkesztőség azoknak a könyveknek a kiadását vállalta fel, melyek műfajilag kívül esnek az ismeretterjesztő és szépirodalmi művek publikálására szakosodó Atlantic Press profilján.

## A kiadó
Az Aba Könyvkiadó a szórakoztató műfajokban (krimi, fantasy, romantika, memoár, útleírás stb.) jelentet meg könyveket. A kiadó vezetője, Bokor Pál, író, újságíró és műfordító, maga is tucatnyi könyv szerzője. Egyetlen politikai kalandregénye (A panda) annak idején 110 ezer példányos kiadást ért meg. Az Aba Könyvkiadó csak a kiadó szerkesztői által gondozott könyveket jelentet meg, ismert nevű szerzők esetében a szokásos kiadói feltételek mellett. A kiadó ezenkívül a most induló szerzők kéziratainak és könyveinek megjelentetésével is foglalkozik. Az Aba Könyvkiadó 2010-ben kezdte meg működését.

## Kiadványok
Első kiadványai közül Lilian H. Agivega (Hartman Ágnes) Második Atlantisz, illetve Charles T. Nyitrai Sárkányvér című regénye a két fiatal fantasyíró bemutatkozása volt.
Könyvei egyidejűleg jelennek meg nyomtatott formában és E-könyv formátumban.